# ژانت یاکابفی
ژانت یاکابفی (متولد ۱۸ فوریه ۱۹۹۰ ) بازیکن فوتبال مجارستانی است که در باشگاه فوتبال وولفسبورگ در بوندس لیگای آلمان مشغول بازی است. او از ۲۰۰۷ به این سو عضو تیم ملی فوتبال زنان مجارستان است.